# NGC 310
NGC 310 – gwiazda o jasności 14,6m znajdująca się w gwiazdozbiorze Wieloryba. Robert Ball zaobserwował ją 31 grudnia 1866 roku i błędnie skatalogował jako obiekt typu mgławicowego. Niektóre źródła podają, że NGC 310 to sąsiednia galaktyka PGC 3325895, jednak jest ona zbyt słabo widoczna (jej jasność to ok. 17m), by mógł ją zaobserwować Ball przez swój teleskop.